# Seznam okresů na Havaji
Na Havaji se nachází 5 okresů (County). Vznikly v roce 1905. Okresy mají na Havaji vyšší status než mnoho okresů v kontinentálních Spojených státech. Havajské okresy jsou jedinými právně zřízenými vládními orgány podřízenými státu. Nejvíce obyvatel má Honolulu County, největší rozlohu Hawaii County. Kalawao County je nejmenší okres ve Spojených státech amerických podle rozlohy a druhý nejmenší dle počtu obyvatel. Historický bylo Kalawao County využíváno jako leprosárium. Mnoho služeb pro okres poskytuje Maui County.
5 okresů má i stát Rhode Island, nejméně okresů (3) má Delaware.

## Seznam
| Okres           | Kód FIPS | Okresní město | Počet obyvatel | Rozloha    | Obrázek |
| --------------- | -------- | ------------- | -------------- | ---------- | ------- |
| Hawaii County   | 001      | Hilo          | 207 615        | 10 432 km² |         |
| Honolulu County | 003      | Honolulu      | 989 408        | 1 546 km²  |         |
| Kalawao County  | 005      |               | 82             | 136 km²    |         |
| Kauai County    | 007      | Lihue         | 73 851         | 1 611 km²  |         |
| Maui County     | 009      | Wailuku       | 164 183        | 2 901 km²  |         |